# Фонтепадули (Кјети)
Фонтепадули (итал. Fontepaduli) је насеље у Италији у округу Кјети, региону Абруцо.
Према процени из 2011. у насељу је живело 252 становника. Насеље се налази на надморској висини од 192 м.